# Sarratt
Sarratt is een civil parish in het bestuurlijke gebied Three Rivers, in het Engelse graafschap Hertfordshire met 1849 inwoners.